# تپه تیغی ۳
تپه تیغی ۳ مربوط به دوره اشکانیان - دوره ساسانیان -قرون اولیه دوران‌های تاریخی پس از اسلام است و در شهرستان ازنا، بخش جاپلق، دهستان جاپلق شرقی، ۱/۹ کیلومتری جنوب غربی روستای فرزیان واقع شده و این اثر در تاریخ ۲۲ آبان ۱۳۸۶ با شمارهٔ ثبت ۲۰۰۷۲ به‌عنوان یکی از آثار ملی ایران به ثبت رسیده است.